# Космонавтика Японии

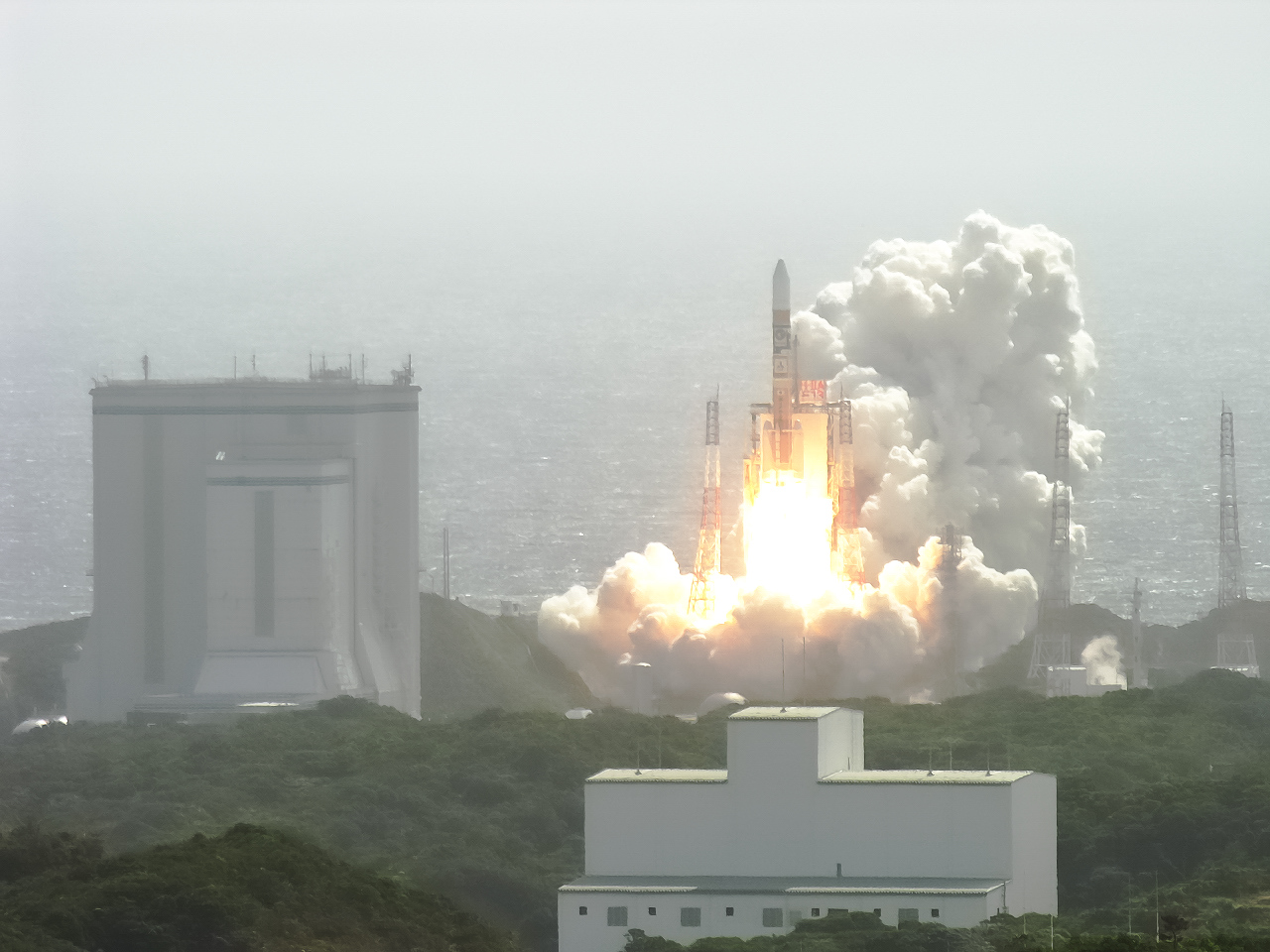
Запуск ракеты-носителя H-IIA с лунным зондом «Кагуя» в 2007 году

Семейство ракет-носителей Мю

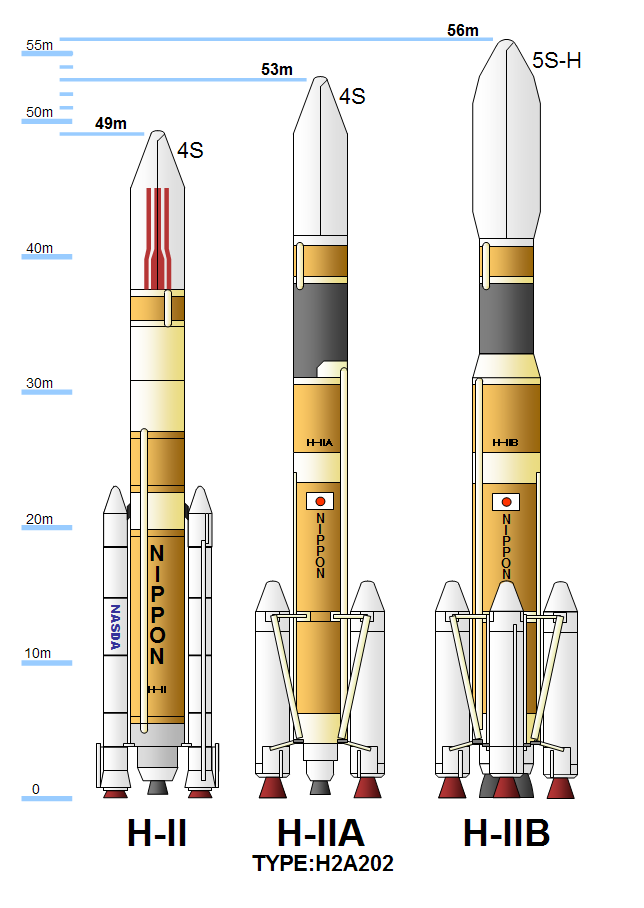
Семейство ракет-носителей H-II

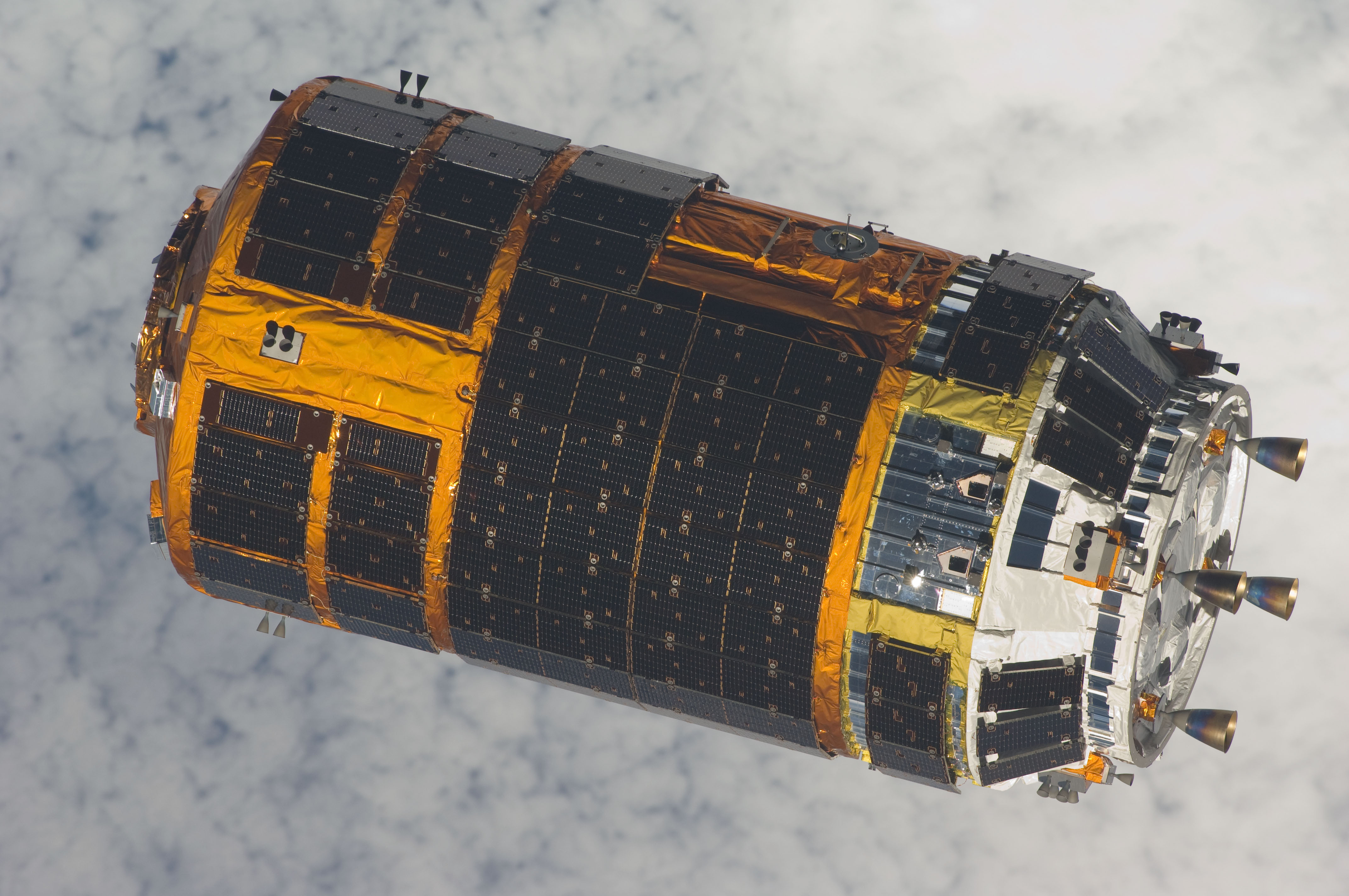
Грузовой корабль HTV

Под космической программой Японии понимается совокупность всех гражданских и военных инициатив Японии в космическом пространстве. Запущенная в середине 1950-х годов, она добилась множества успехов, сделавших Японию четвёртой по объёму космической деятельности державой. Заручившись собственным опытом разработки твердотопливных ракет-носителей класса Мю, японские инженеры достигли больших успехов при создании ракет-носителей класса H-II с наиболее совершенными ракетными двигателями на основе жидкого водорода.
Япония регулярно выводит на орбиту научные обсерватории и продвинулась в изучении рентгеновского излучения. В то же время Япония достигла смешанных результатов в исследовании солнечной системы, но продвинулась дальше NASA в области исследования астероидов, успешно доставив образец грунта астероида Итокава при помощи космического аппарата Хаябуса, что также продемонстрировало достижения Японии в области электрических ракетных двигателей. Космическая отрасль Японии быстро развивается, занимая конкурентное положение на рынке телекоммуникаций, геонаблюдений, а также космической разведки.
Космическая деятельность Японии давно и тесно связана с инициативами США в этой области, результатом чего явились значительный вклад страны в строительство Международной космической станции (общий вклад составляет 12,8% против 8,3% у ЕКА) и создание грузового корабля HTV, а также высокая доля японцев в экипаже станции за последние годы. В 1990-е годы космическая программа Японии столкнулась с кризисом: экономический климат Японии более не позволял ей финансировать все запущенные проекты и от некоторых миссий пришлось отказаться. До 2003 года японская космонавтика была представлена двумя организациями: ISAS, более сосредоточенной на научных миссиях и NASDA, делающей ставку на практическое применение космических аппаратов. Эта ситуация привела к параллельному существованию двух разных семейств пусковых систем и ракет-носителей, что привело к созданию в 2003 году объединённого космического агентства JAXA, в которое также была включена NAL, занимающаяся исследованиями воздухоплавания.

## История

### Истоки

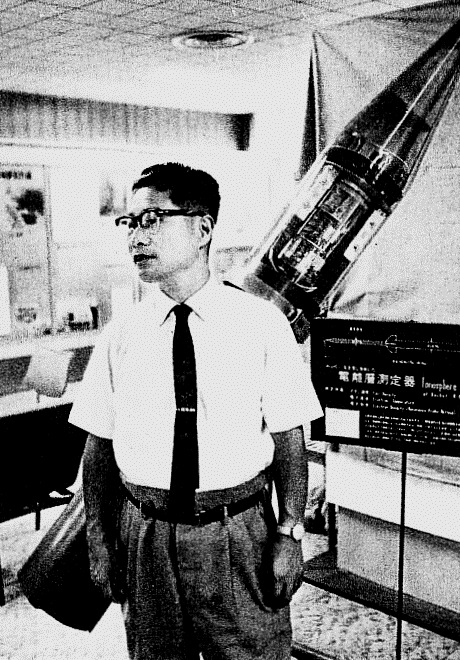
Пионер японской космонавтики Хидэо Итокава в 1961 году

Большую роль в появлении и становлении космической программы Японии сыграл университетский профессор и инженер Хидэо Итокава. Во время второй мировой войны он конструировал военные самолёты (в частности, Nakajima Ki-43), но после капитуляции Японии в 1945 году, когда США запретили его стране вести любые разработки в области авиации, он перешёл на работу в университет. После подписания Сан-Францисского мирного договора, подобные ограничения были сняты и Итокава посвятил себя разработке миниатюрных ракет — его интерес к этой области возник во время визита в США. Несмотря на отсутствие официальной поддержки, он сумел собрать вокруг себя небольшую исследовательскую группу в Институте промышленных наук Токийского университета, состоящую из таких же энтузиастов, как и он сам. В 1954 году было объявлено о проведении специальных мероприятий в рамках Международного геофизического года (1957—1958), что позволило группе добиться более солидного финансирования (3,3 млн йен) своих разработок. Совместно со своими коллегами он разработал крошечную твердотопливную ракету, из-за своих размеров прозванную «карандашом», за которой последовала ракета Baby, сумевшая достичь высоты 6 км в августе 1955 года, а также двухступенчатая версия последней. В ту пору большинство конструкторских бюро по всему миру вели разработки в области жидкотопливных ракетных двигателей, но японские инженеры сфокусировались на твёрдом топливе. Это архитектурное решение сыграет доминирующую роль в японских разработках трёх последующих десятилетий.

### Метеорологические ракеты
Последующее увеличение бюджета до 117,4 млн йен позволило к 1957 году приступить к разработке серии метеорологических ракет «Каппа», из которых Каппа-6 представляла Японию в рамках международного геофизического года. Данная ракета на твёрдом топливе позволяла нести на борту 12 кг научных инструментов и достигать высоты 60 км; она весила 260 кг, имела длину 5,6 м, а её диаметр составлял 25 см. Данная разработка привлекла внимание общественности, а также властей, которые постановили создать Национальный совет космонавтики в 1958 году. Вскоре после этого было создано агентство по развитию национальных космических программ в области науки и техники. На базе Токийского университета, где вёл разработки Итокава со своими коллегами, был создан Институт космоса и астронавтики (Institute of Space and Astronautical Science, ISAS). Разработки ракет класса «Каппа» продолжились — они становились всё более и более мощными. Каппа-8 (весившая 1,5 тонны при длине 11 м), впервые запущенная в сентябре 1959 года, могла нести на борту 80 кг инструментов и достигать высоты 200 км. Каппа-9L — первая трёхступенчатая японская ракета — в апреле 1961 года достигла высоты 310 км. Каппа-10, которая в будущем экспортировалась в Югославию и Индонезию, достигла высоты 700 км в 1965 году. После этого началась разработка нового более мощного класса метеорологических ракет «Лямбда», пришедших на смену «Каппе». Это было сделано с целью достижения суборбитальной высоты полётов, т.е. полётов свыше 3000 км.
Изначально пуски метеорологических ракет проводились с изолированного пляжа близ города Митикава в префектуре Акита. Однако с ростом дальности ракет, появилась вероятность их крушения на территории Китая в случае неудачного запуска. Итокава стал подыскивать участок на тихоокеанском побережье Японии с хорошей инфраструктурой, но немногочисленным населением и мягким климатом. После двух лет изысканий выбор пал на участок близ городка Утиноура в префектуре Кагосима (на самом южном острове Кюсю), несмотря на большую транспортную удалённость (путь поездом до Токио занимал 31 час) и протесты со стороны местных рыбаков. Чтобы успокоить местных жителей было решено, что в течение года будет отводиться лишь два отрезка времени, в течение которых будут проводиться пуски (ориентировочно в феврале и сентябре), а общее число дней запусков не будет превышать 90. Это накладывало серьёзные ограничения на запуски, особенно на запуски космических зондов. Несмотря на весьма изрезанный рельеф местности, строительство комплекса площадью 510 га прошло ударными темпами и первый запуск Лямбды-3, достигнувшей высоты 1000 км, состоялся в июле 1964 года.

### Первый японский спутник «Осуми» (1965—1970)

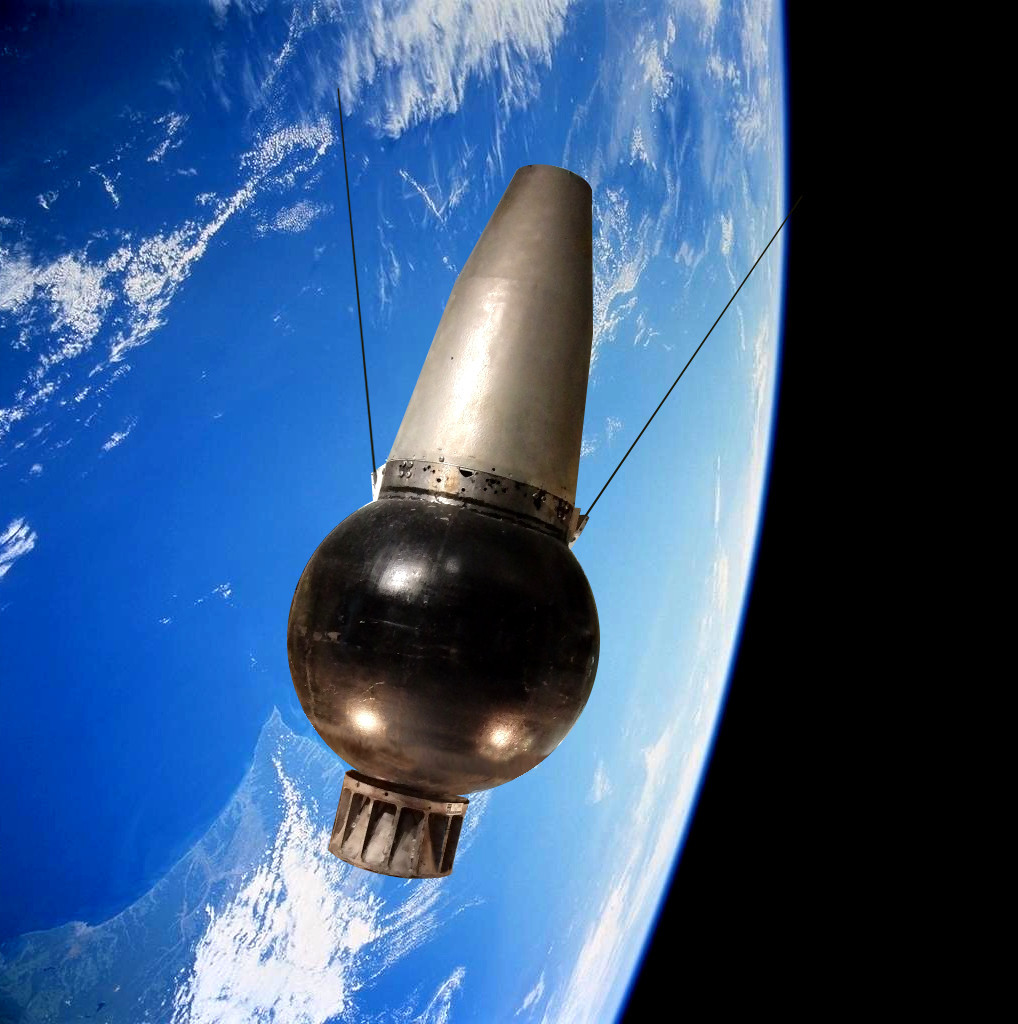
«Осуми» — первый японский спутник

Вероятно Лямбда-3 являла собой максимум того, чего можно добиться от метеорологической ракеты. Следующим логическим шагом стало выведение на околоземную орбиту искусственного спутника. В 1965 году Национальный совет космонавтики дал ISAS добро на начало подобных изысканий. Итокава предложил разработать для этой цели новую ракету-носитель «Мю». Разрешение на её разработку было получено в августе 1966 года. Параллельно Итокава занялся проектированием финальной версии ракеты Лямбда-4S, которая по его замыслу могла бы вывести на орбиту простейший спутник ещё до того, как в эксплуатацию будет введена Мю. Лямбда-4S весила 9,5 тонн, достигала 16,5 м в длину и имела четыре ступени, каждая из которых использовала двигатель на твёрдом топливе. У ракеты было 2 малых боковых ускорителя, обеспечивающих дополнительный разгон в течение первых 7 секунд полёта. Главным отличием от предыдущих моделей было наличие 4-й ступени, содержащей 88 кг твёрдого топлива, которая начинала работу в момент набора ракетой максимальной высоты и обеспечивала ускорение в горизонтальном положении для достижения орбитальной скорости. Как и все ракеты этого семейства, она запускалась с наклонной пусковой рампы, ориентированной в требуемом направлении. Последняя ступень оснащалась системой гироскопов, позволяющих контролировать ориентацию в пространстве при переходе в баллистическую фазу после отделения третьей ступени и перед зажиганием собственного двигателя.
Масса выводимого спутника не могла превышать 12 кг, что было неплохим показателем для самой лёгкой из когда-либо создаваемых ракет-носителей. Всего между сентябрём 1966 года и апрелем 1967 года было осуществлено 3 запуска, все из которых завершились неудачей. США, чьи официальные лица обратили внимание на изыскания Японии в области твердотопливных двигателей, в то время предлагали японскому правительству воспользоваться ракетами-носителями американского производства, однако Итокава был настроен решительно против этого, аргументируя это тем, что Япония в состоянии самостоятельно освоить эту технологию. Это вызвало недовольство в администрации НАСА, а влиятельная японская газета «Асахи Симбун» начала против него довольно агрессивную кампанию в прессе, после чего он ушёл в отставку и оставил космические исследования. Четвёртая попытка запуска, предпринятая в сентябре 1969 года, также закончилась неудачей. Наконец, пятая попытка запуска увенчалась успехом и позволила вывести на орбиту первый японский спутник, получивший имя «Осуми». Запуски ракет класса «Лямбда» для суборбитальных полётов продолжались до 1977 года, однако спутники с их помощью больше не выводились — это было возложено на следующее поколение ракет класса «Мю».

### Первые научные миссии (1971—1979)
Ракеты Мю использовали ту же технологию твердотопливных двигателей, но были гораздо массивнее. Так, трёхступенчатые Мю-4S весили 43,8 т, диаметр их основания составлял 1,41 м, а высота — 23,6 м. Они были способны выводить 100 кг полезной нагрузки на низкую околоземную орбиту. Первый запуск в 1970-м прошёл неудачно, однако следующая попытка увенчалась успехом и 16 февраля 1971 года ракета Мю-4S вывела на орбиту спутник «Тансэй» массой 62 кг. Этот запуск был скорее демонстрацией технологических возможностей, но уже 28 сентября того же года на орбиту было выведено научное оборудование для изучения солнечного ветра и космической радиации. С его помощью удалось обнаружить новый радиационный пояс. Всего в течение 1970-х годов при помощи ракет Мю было запущено 10 научных спутников. Первые версии ракет этого семейства были неуправляемыми и достигаемая ими орбита была неточной. Ракета Мю-3C, первый экземпляр которой был запущен в 1974 году, стала первой в серии, управляемой радиокомандами с земли. Стало возможно управление ориентацией ракеты при помощи ускорителей второй ступени. 21 февраля 1979 года ракета данного класса вывела на орбиту спутник «Хакутё» (он же CORSA-B) — первый японский космический телескоп, посвящённый исследованиям рентгеновского излучения. Он был разработан по инициативе Минору Оды, который впоследствии оказывал значительное влияние на научную составляющую космической программы Японии до самой своей смерти в 2001 году. Именно благодаря ему эта область исследований стала «визитной карточкой» Японии.

### Создание NASDA
Под руководством ISAS космическая деятельность Японии носила сугубо научные цели. 
В конце 1960-х годов представители промышленности Японии обратили внимание на отсутствие у правительства амбиций в космическом секторе и в 1968 году учредили Совет популяризации космоса, в который вошли 69 компаний, связанных с космической деятельностью, чьей задачей стало развитие практического применения космических технологий, например, в области телекоммуникаций. В ответ на это правительство Японии создало в 1969 году Японское национальное агентство космического развития (NASDA), чьим первым президентом стал Хидэо Сима — железнодорожный инженер, принимавший активное участие в создании высокоскоростных поездов «Синкансэн». 
Задачами NASDA стали разработка ракет-носителей, спутниковых технологий и самих спутников. В зоне ответственности ISAS остались метеорологические ракеты и научные спутники; кроме того они могли разрабатывать собственные ракеты-носители, при условии, что их диаметр не превышал 1,41 м. Подобное разделение гражданской космической деятельности привело к росту параллельных разработок и продолжалось на протяжении 30 лет, что является уникальным примером среди всех стран. Большая часть бюджета выделялась на NASDA (в среднем около 80%), в то время как доля ISAS в некоторые годы составляла не более 8 %.
В середине 60-х годов американское правительство пыталось убедить японских и европейских партнёров отказаться от разработки собственных пусковых установок для запуска телекоммуникационных спутников, предлагая вместо этого пользоваться пусковыми услугами США или приобретать их конструкторские лицензии. Японское правительство поначалу отвергало эти предложения, однако пересмотрело свою позицию после состоявшегося в октябре 1967 года саммита с президентом США Линдоном Джонсоном: последний предложил к 1972 году вернуть контроль над островом Окинава и архипелагом Огасавара, находящиеся с 1945 года под управлением армии США, взамен чего японская сторона соглашалась на приобретение лицензии на производство ракеты «Тор». Соглашение было ратифицировано осенью 1970 года, после чего была прекращена разработка ракет-носителей Q и N, вместо которых началось производство ракет по лицензии США и компания Mitsubishi изготовила ракету, получившую название N-I. Стоимость лицензии составила порядка 6 миллиардов йен.
В 2003 году NASDA, ISAS и NAL слились в одно агентство — Японское агентство аэрокосмических исследований (JAXA).

### Разработка спутников практического применения

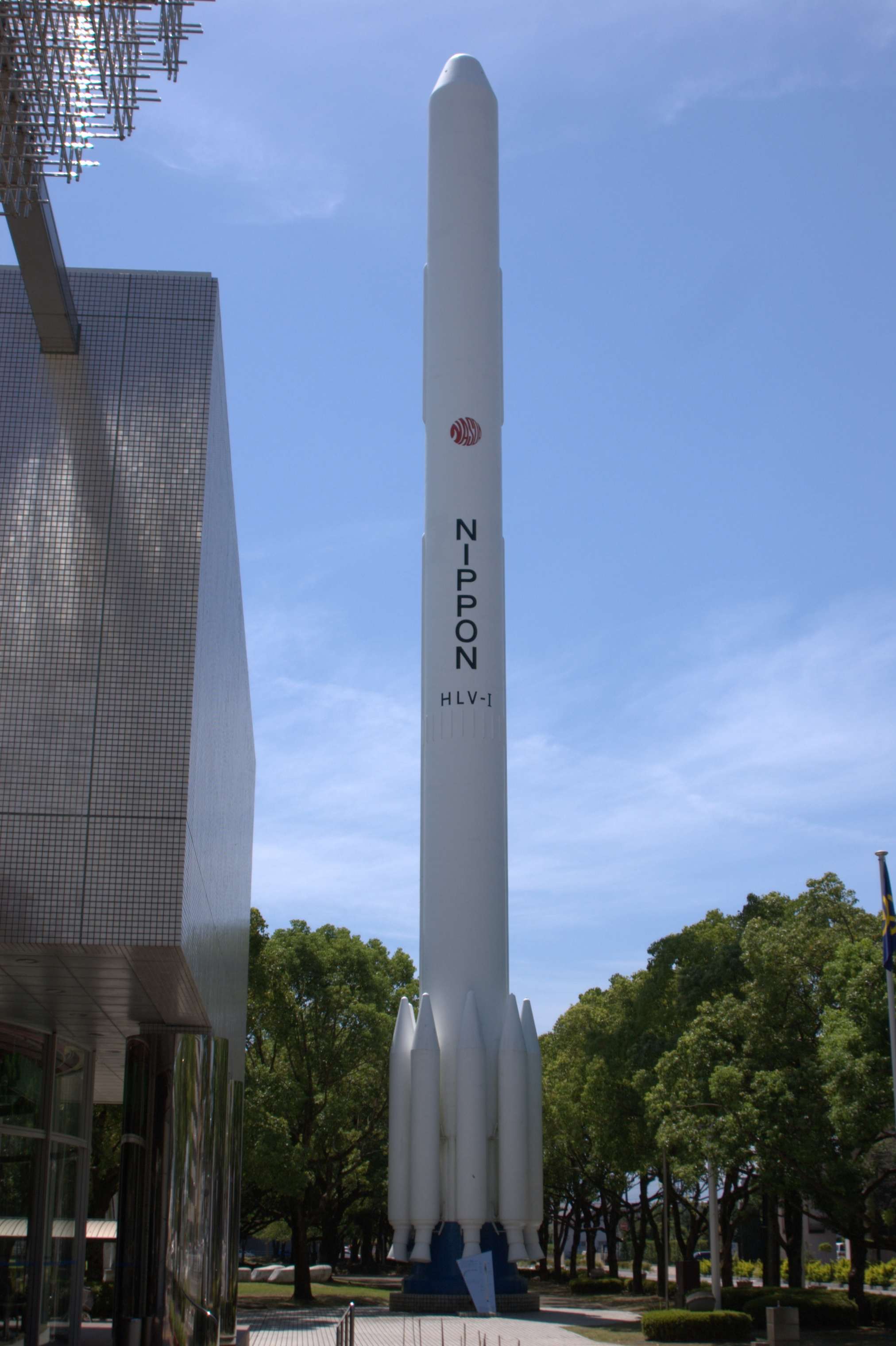
Полноразмерная модель ракеты-носителя H-I

9 сентября 1975 года NASDA успешно вывела на орбиту свой первый спутник, запущенный при помощи ракеты-носителя N-I. «Кику-1», весом 83 кг и размещённый на орбите 1000 км, стал первым из серии спутников, которые разрабатывались для обката телекоммуникационных технологий. 23 февраля 1977 года был запущен «Кику-2», что сделало Японию третьей страной в мире, сумевшей разместить спутник на геостационарной орбите. Для получения необходимых знаний о принципах построения сетей телекоммуникационных спутников, японские организации обратились за помощью к США. Подписанные с американскими предприятиями договорённости по совместной разработке и запуску привели к появлению семейств спутников «Юри» (ТВ-вещание) и «Сакура» (системы связи). Для Японии, чья электроника захватила в ту пору весь мир, но которая полагалась на иностранное оборудование в своих спутниках, подобное положение дел было парадоксальным.
Характеристики ракеты N-I, позволяющей выводить на геостационарную орбиту 130 кг полезной нагрузки и имеющей систему управления, удалось превзойти уже к моменту её первого запуска в 1975 году. Поэтому, чтобы иметь возможность выводить на геостационарную орбиту более современные спутники, NASDA решила приобрести лицензию на ракету Тор-Дельта. Новая ракета-носитель, чья японская версия получила название N-II, позволяла разместить на геостационарной орбите спутник весом до 360 кг.

### Разработка ракеты-носителяH-I(1981—1986)
Желая получить более мощную ракету-носитель, а также уменьшить зависимость от американских технологий, в феврале 1981 года NASDA начала разработку улучшенной версии ракеты-носителя N-II, чья вторая ступень должна была работать на полностью разработанной в Японии топливной смеси из жидких кислорода и водорода. В то время лишь США и Европа, не без трудностей, внедряли данную технологию. Разработка двигателя второй ступени шла объединёнными усилиями ISAS и NASDA. Результатом стала ракета-носитель H-I, способная выводить на геостационарную орбиту 550 кг полезной нагрузки. Криогенный двигатель назвали LE-5; его тяга составила 10,5 т, а удельный импульс — 447 сек. Первый запуск новой ракеты-носителя состоялся 13 августа 1986 года: на низкую орбиту было выведено 3 спутника, в том числе геодезический спутник «Адзисай» весом 685 кг. Во время второго запуска на геостационарную орбиту был выведен спутник «Кику-5» весом 550 кг. Был впервые применён апогейный двигатель японского производства.

### Научные спутники 1980-х и первые зонды
К 1971 году ISAS стала слишком крупной структурой, чтобы находиться в составе Токийского университета и была обособлена, став отдельным межуниверситетским национальным исследовательским институтом, подчинённым Министерству образования, науки и культуры. Его главный кампус разместился в Сагамихаре. Несмотря на скромные ресурсы, выделяемые на японскую космическую программу, ISAS несколько десятилетий — с 1970-х по 1990-е — удавалось проводить научную программу и осуществить несколько космических миссий по изучению солнечной системы, которые благодаря своей зрелищности смогли привлечь внимание широкой общественности. Для запуска своих спутников и научных зондов ISAS использовала твердотопливные ракеты-носители Мю, которые раз за разом улучшались и становились мощнее. Выводимые на околоземную орбиту спутники включали серию ASTRO — космические обсерватории/телескопы; EXO — спутники для изучения верхних слоёв атмосферы и околоземного пространства, и SOLAR-n для изучения солнца.

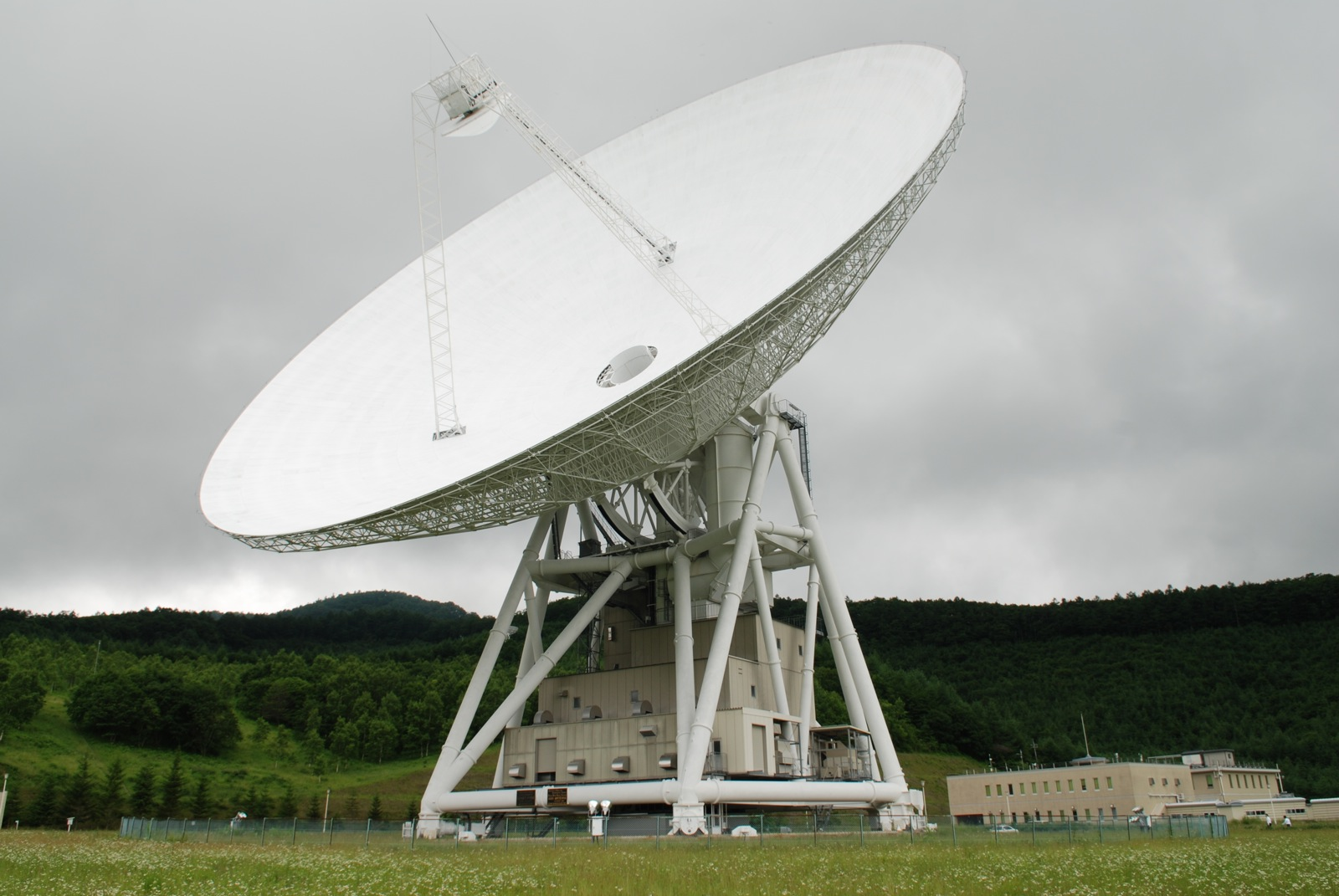
Параболическая 64-метровая антенна для связи с космическими зондами, расположенная в Усуде

Ракета-носитель Мю-3S, используемая ISAS в начале 1980-х, позволяла выводить на низкую орбиту 300 кг полезной нагрузки. С её помощью между 1981 и 1983 годами были выведены телескопы «Хинотори» (ASTRO-A) для изучения рентгеновского излучения, «Тэнма» (ASTRO-B) и «Одзора» (EXOS-C). Такое редкое событие, как пролёт кометы Галлея не оставил в стороне мировое сообщество, в том числе и ISAS. Для запуска к комете зонда ISAS разработала новую версию своей ракеты-носителя — Мю-3SII, способную нести двойной объём полезной нагрузки (700 кг) благодаря боковым ускорителям большего размера и особому расположению верхних ступеней. Ракета массой 61 тонну успешно вывела в 1985 году два космических зонда, которые направились к комете Галлея: «Сакигакэ» (он же MS-T5) — первый межпланетный зонд Японии — предназначался для обеспечения связи, а «Суйсэй» (он же PLANET-A) должен был подойти максимально близко к ядру кометы и передать его изображения. «Суйсэй» приблизился к ней на расстояние 151 000 км и 8 марта 1986 года сумел сфотографировать окружающее комету облако водорода и определить скорость её вращения. Связь с зондами осуществлялась посредством построенной специально ради этой миссии 64-метровой параболической антенны, расположившейся в городе Усуда — пригороде Нагано в 170 км к северо-востоку от Токио.

### Разработка тяжёлой ракеты-носителяH-II(1986—1994)
В середине 1980-х годов руководство NASDA приняло принципиальное решение о разработке тяжелой ракеты-носителя, базирующейся исключительно на японских технологиях с целью положить конец зависимости от американской космической отрасли. Начало разработки ракеты, получившей название H-II, было одобрено в 1986 году.

### Серия неудач в 1990-х (1994—1999)
Успех длился недолго — вскоре космическое агентство Японии столкнулось с серией неудач, которые привели к коренному пересмотру её космической программы. Второй запуск H-II с экспериментальным спутником «Кику-6» на борту провалился из-за отказа апогейного двигателя. Двумя годами позже — в феврале 1996 года, NASDA лишилась миниатюрного челнока HYFLEX после выполнения им суборбитального полёта. Он приводнился вне назначенного места и не смог быть эвакуирован. Менее чем через год, в августе 1996 года был утерян массивный спутник для наблюдения за землёй ADEOS, из-за проблем в конструкции солнечных панелей. И наконец во время пятого запуска H-II вторая ступень ракеты проработала меньше ожидаемого времени и спутник COMETS, предназначавшийся для отработки новых космических технологий связи, был выведен на непригодную орбиту.

### Пересмотр программы
Ракета-носитель H-II была разработана с целью завоевания доли рынка в области коммерческих запусков спутников. Однако при стоимости запуска в 188 млн евро — в два раза большей, чем у конкурентов (Протона и Ариана), японская ракета-носитель не смогла добиться коммерческого успеха. К концу 1990-х годов NASDA решила переделать ракету с целью повышения надёжности, а также удешевления стоимости её производства до 80 млн евро, чтобы в перспективе занять 17% рынка. Снижения стоимости ракеты удалось добиться значительным уменьшением количества деталей в двигателях; также была отброшена догма «исключительно японской» начинки — в боковых ускорителях были применены американские технологии для усиления тяги; ступени стали легче; были применены более дешевые материалы; обтекатели полезного груза и бустеры оптимизировались для каждого конкретного запуска. После сложной работы по обновлению двигателей, первый запуск новой ракеты-носителя H-IIA состоялся 29 августа 2001 года.

### Создание JAXA
В 2001 году I кабинет Коидзуми инициировал обширную реформу государственного сектора. Одним из её последствий стало слияние ряда министерств, в том числе Министерства образования, к которому относилась ISAS, и Министерства технологий, к которому относилась NASDA, а также NAL (авиационно-космические разработки). 1 октября 2003 года Министерство образования, культуры, спорта, науки и технологий, появившееся в результате этих реформ, приняло решение о реорганизации деятельности ISAS, NASDA и NAL в рамках одного агентства — Японского агентства аэрокосмических исследований (JAXA). 
В год объединения штат и бюджет NASDA составлял 1090 человек и 1,11 млрд евро; ISAS — 294 человека и 139 млн евро; NAL — 417 человек и 176 млн евро. В 2004 году президентом объединённого агентства стал выходец из частного телекоммуникационного сектора, с чьим приходом частный сектор стал играть более заметную роль в космической программе. В результате вся деятельность по запуску ракет-носителей H-IIA была передана Mitsubishi Heavy Industries, а разработки ракеты-носителя средней мощности GX и спутниковой системы позиционирования QZSS стали вестись на основе государственно-частного партнерства. В 2005 году JAXA представила документ, определяющий основные цели организации на два десятилетия вперёд.

### Разработка ракеты-носителя следующего поколения
В том же году была прекращена разработка лёгкой ракеты-носителя Мю-5, которая оказалась особенно дорогой. В 2010 году руководители японской космической программы анонсировали её замену — ракету Эпсилон, которая, как и её предшественница, предназначена для запуска научных спутников. Первый запуск был осуществлён 14 сентября 2013 года, в ходе которого на орбиту был выведен небольшой космический телескоп японского производства SPRINT-A. В это же время японское правительство заказало разработку новой ракеты-носителя на замену H-IIA с целью сократить стоимость запуска в два раза. Новая ракета, чья разработка была доверена Mitsubishi Heavy Industries, по прогнозу будет готова к началу 2020 года. Базовая структура ракеты, как и её грузоподъемность, останутся на уровне H-IIA, но изменится её начинка и применяемые в ней технологии, что приведёт к повышению надёжности и снижению конечной стоимости. Будет применён усовершенствованный жидкотопливный двигатель, уже успевший стать визитной карточкой японцев. В то же время будут применены твёрдотопливные боковые ускорители, чьи технологии были обкатаны во время разработки ракет Эпсилон (предполагаются различные конфигурации с разным количеством боковых ускорителей для разных нужд).
27 январе 2020 года с космодрома на юго-западе Японии планировался запуск ракеты H2A 41F с государственным спутником оптической разведки, но был отложен на 28 января. Из-за выхода из строя системы питания 28 января запуск ракеты также не состоялся. Запуск был произведён 9 февраля 2020 года.

## Инфраструктура
Штаб-квартира космического агентства Японского агентства аэрокосмических исследований (JAXA) располагается в Токио. Космический центр Цукуба располагается в Цукубе в 50 км к северо-востоку от Токио и занимает 530 000 м²  исследовательских, конструкторских и испытательных площадок.
Японское агентство аэрокосмических исследований обладает двумя стартовыми площадками:
- Космический центр Утиноура
- Космический центр Танегасима

## Ракеты-носители

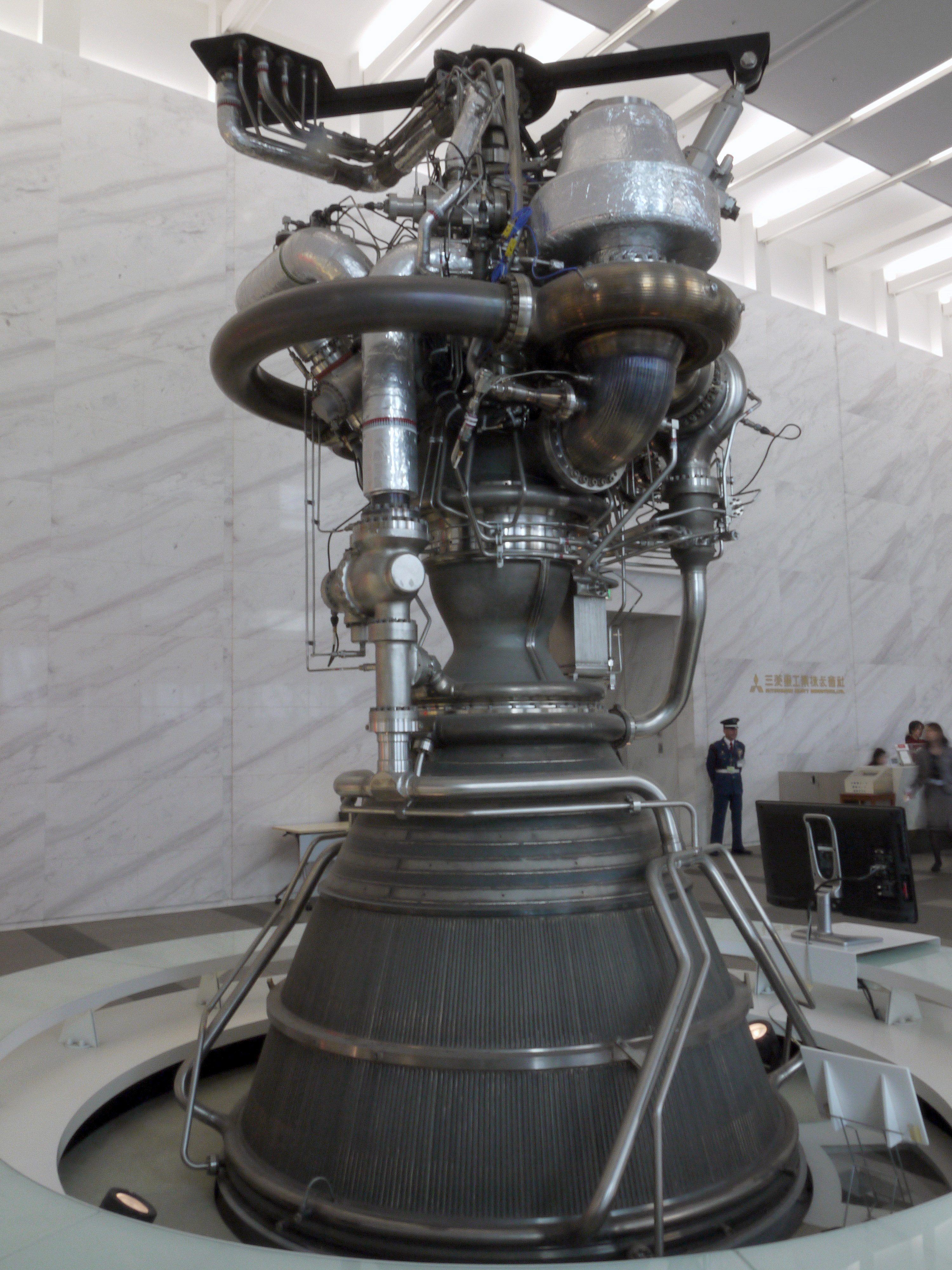
Разработанный JAXA двигатель LE-7A, использующий смесь жидких водорода и кислорода, является одним из самых передовых в мире.

| Статус       | В эксплуатации | Ракета-носитель | Полезная нагрузка | Пуски/неудачи | Назначение |
| ------------ | -------------- | --------------- | --- | --- | --- |
| Действующие  | 2001—          | H-IIA           | НОО: от 10 до 15 т; ГПО: от 4,1 до 6,1 т | 31/1 | Доступна в 3 вариантах |
| Действующие  | 2009—          | H-IIB           | НОО: 19 т; ГПО: 8 т | 6/0 | Ракета-носитель грузовых кораблей HTV |
| Действующие  | 2013—          | Эпсилон         | НОО: 1,2 т | 2/0 | Лёгкая ракета-носитель, пришедшая на смену Мю-5 |
| В разработке | 2020           | H3              | | | Разрабатывается на замену ракетам-носителям H-IIA и H-IIB. Проект начат в 2014 году. |
| Устаревшие   | 1994—1999      | H-II            | НОО: 10 т; ГПО: 3,9 т | 7/2 | Первая японская ракета-носитель на жидком топливе, созданная с применением исключительно собственных технологий                                                                                             |
| Устаревшие   | 1986—1992      | H-I             | НОО: 3,2 т; ГПО: 1,1 т | 9/0 | Изготавливалась по лицензии на основе американской ракеты-носителя Дельта |
| Устаревшие   | 1996           | J-I             | НОО: 0,85 т | 1/0 | Лёгкая ракета-носитель на жидком топливе; производство свёрнуто из-за финансовых трудностей |
| Устаревшие   | 1981—1987      | N-II            | НОО: 2 т; ГПО: 0,73 т | 8/0 | Изготавливалась по лицензии на основе американской ракеты-носителя Дельта |
| Устаревшие   | 1986—1989      | N-I             | НОО: 1,2 т; ГПО: 0,36 т | 7/1 | Изготавливалась по лицензии на основе американской ракеты-носителя Дельта |
| Устаревшие   | 1997—2006      | Мю-5            | НОО: 1,9 т | 7/1 | Ракета-носитель ISAS на твёрдом топливе; научные миссии |
| Устаревшие   | 1970—1993      | Мю              | НОО: от 180 до 770 кг | 24/3 | Ракета-носитель ISAS на твёрдом топливе; научные миссии |
| Устаревшие   | 1963—1979      | Лямбда          | НОО: 26 кг | 5/4 | Ракета-носитель ISAS на твёрдом топливе; научные миссии |
| Отменённые   | 2012           | GX              | Эволюция ракеты-носителя J-I, совмещающая первую ступень ракеты Атлас-5 и верхнюю ступень, приводимую в движение новым двигателем, работающим на смеси метана и кислорода. Проект закрыт в конце 2009 года. | Эволюция ракеты-носителя J-I, совмещающая первую ступень ракеты Атлас-5 и верхнюю ступень, приводимую в движение новым двигателем, работающим на смеси метана и кислорода. Проект закрыт в конце 2009 года. | Эволюция ракеты-носителя J-I, совмещающая первую ступень ракеты Атлас-5 и верхнюю ступень, приводимую в движение новым двигателем, работающим на смеси метана и кислорода. Проект закрыт в конце 2009 года. |

## Участие в миссиях по изучению околоземного пространства

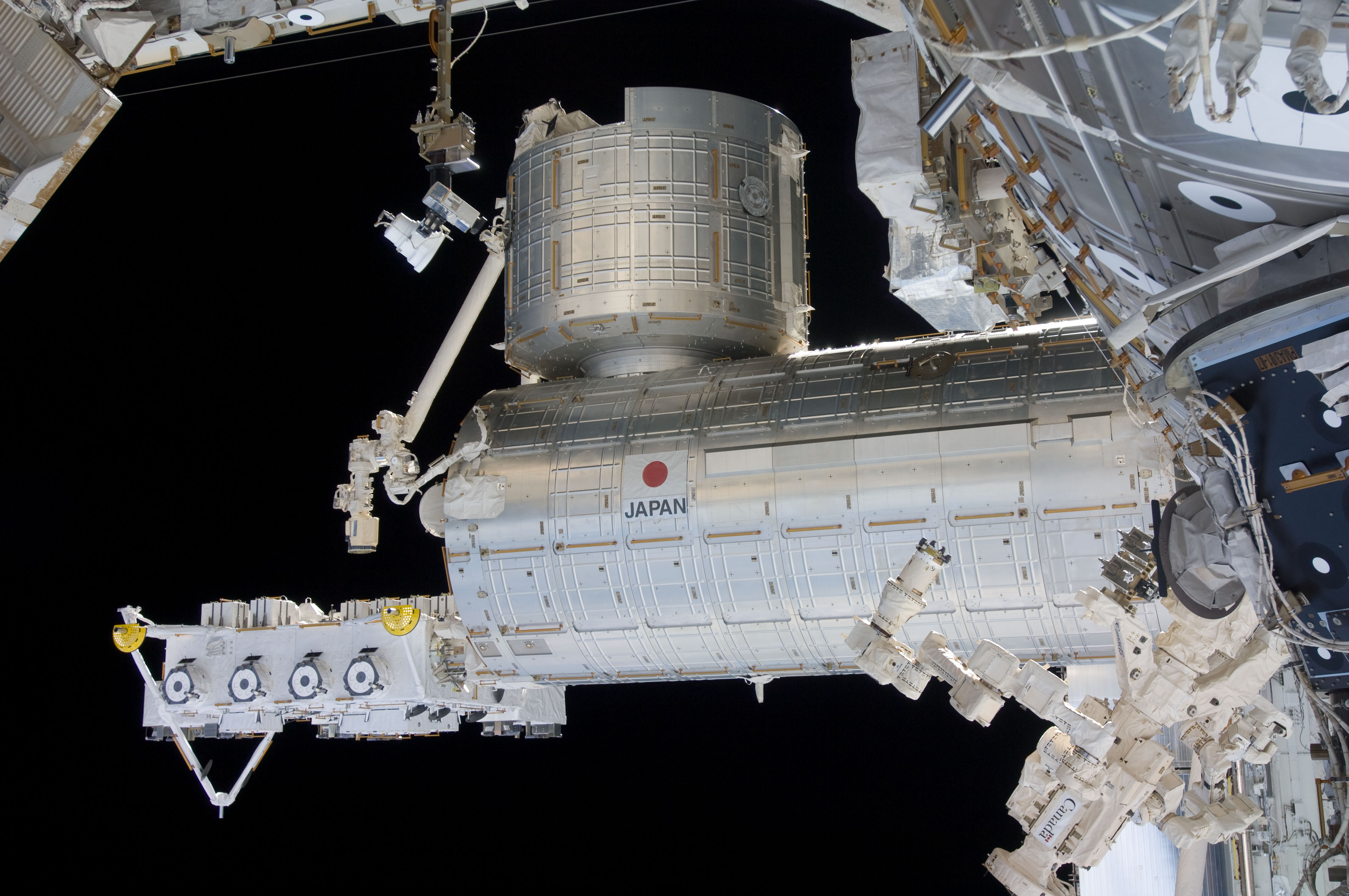
Японский модуль «Кибо» является самым большим герметичным модулем МКС.

JAXA является важным участником в проекте международной космической станции, чей вклад в разработку и поддержание её американского сегмента составляет 12,8%. Логистическое обслуживание включает запуск миссий для пополнения запасов продовольствия и горючего посредством грузовых кораблей HTV. Она же доставила к МКС космическую лабораторию «Кибо» — самый большой герметичный модуль станции. Участие в программе даёт японскому астронавту право на участие в постоянном экипаже МКС около 6 месяцев в году.
| Статус      | В эксплуатации | Миссия | Описание |
| ----------- | -------------- | ------ | --- |
| Действующие | 2008—2020      | Кибо   | Японская лаборатория — модуль МКС |
| Действующие | 2009—2019      | HTV    | Грузовой корабль для пополнения запасов МКС. Всего запланировано 9 миссий между 2009 и 2019 годами. |
| Отменённые  |                | CAM    | Модуль МКС, содержащий центрифугу большого размера для экспериментов по созданию искусственной гравитации. Разработки прекращены NASA в 2005 году ввиду финансовых проблем, несмотря на высокую степень готовности. |
| Отменённые  |                | HOPE-X | Проект космического челнока, отменённый в 2003 году |

## Научная программа

### Изучение солнечной системы

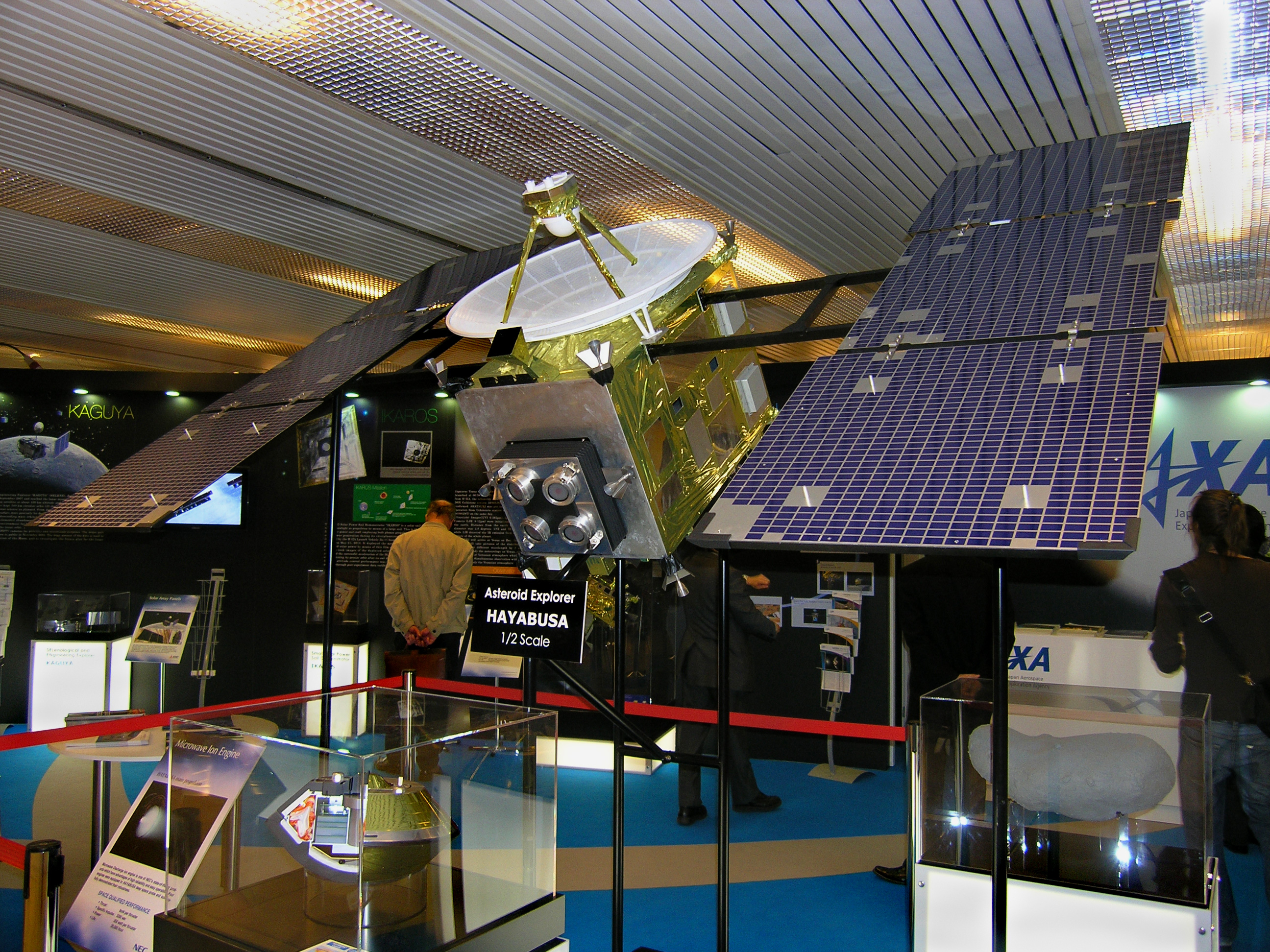
Макет КА «Хаябуса» в масштабе 1:2

| Статус          | Запуск    | Миссия           | Описание |
| --------------- | --------- | ---------------- | --- |
| Действующие     | 2010      | Акацуки          | Венерианский орбитальный аппарат                                                                                   |
| Действующие     | 2014      | Хаябуса-2        | Доставка образца грунта астероида                                                                                  |
| Действующие     | 2018      | BepiColombo      | Совместная миссия с Европейским космическим агентством по исследованию Меркурия (попутные исследования Венеры)     |
| В разработке    | 2021      | SLIM             | Малый экспериментальный лунный посадочный аппарат                                                                  |
| В разработке    | 2022      | DESTINY+         | Изучение межпланетной пыли, пролёт мимо астероидов                                                                 |
| В разработке    | 2024      | MMX              | Доставка образца грунта со спутника Марса Фобоса                                                                   |
| Миссия окончена | 2003—2010 | Хаябуса          | Изучение астероида Итокава, доставка образца грунта                                                                |
| Миссия окончена | 2007—2009 | SELENE или Кагуя | Лунный орбитальный аппарат                                                                                         |
| Миссия окончена | 1998—2003 | Нодзоми          | Марсианский орбитальный аппарат. Неудача при попытке выйти на орбиту Марса.                                        |
| Миссия окончена | 1990—1993 | Хитэн            | Пролёт над луной (демонстративный)                                                                                 |
| Миссия окончена | 1985—1992 | Суйсэй           | Пролёт над кометой Галлея                                                                                          |
| Миссия окончена | 1985—1995 | Сакигакэ         | Изучение межпланетного пространства, пролёт над кометой Галлея. Первая автоматическая межпланетная станция Японии. |

### Космические телескопы и обсерватории

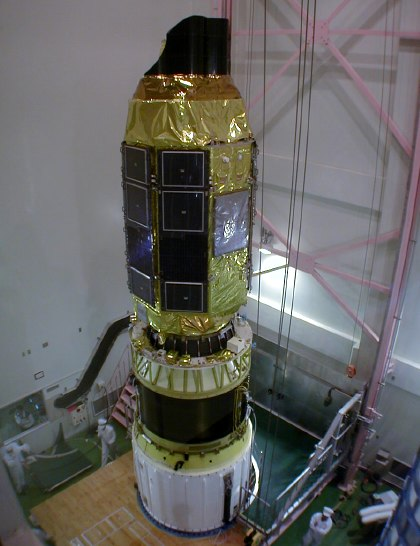
Космическая обсерватория ASTRO-E

| Статус                | Запуск    | Миссия                                | Описание |
| --------------------- | --------- | ------------------------------------- | --- |
| Действующие           | 2006—     | Хинодэ или SOLAR-B                    | Обсерватория по изучению Солнца |
| Действующие           | 2005—     | Судзаку или ASTRO-E II                | Рентгеновская обсерватория |
| Действующие           | 2013      | SPRINT-A или EXCEED                   | Телескоп малого размера в ультрафиолетовом диапазоне (демонстративный).                                                                          |
| В разработке          | 2020      | Nano-JASMINE                          | Астрометрический наноспутник, вслед за которым должны быть построены экземпляры большего размера.                                                |
| В разработке          | 2021      | XRISM                                 | Рентгеновский телескоп, в котором представлены некоторые из функций ASTRO-H.                                                                     |
| Возможность изучается | 2026      | LiteBIRD                              | Обсерватория по изучению реликтового излучения                                                                                                   |
| Возможность изучается | 2028      | SPICA                                 | Телескоп инфракрасного диапазона |
| Миссия окончена       | 2016      | Хитоми или ASTRO-H                    | Рентгеновская обсерватория. Разрушилась при развёртывании на орбите вскоре после запуска.                                                        |
| Миссия окончена       | 2006—2011 | ASTRO-F, он же Акари или IRIS         | Телескоп инфракрасного диапазона |
| Миссия окончена       | 2000      | ASTRO-E                               | Рентгеновская обсерватория. Неудача при запуске.                                                                                                 |
| Миссия окончена       | 1995—1996 | SFU                                   | Инфракрасный телескоп. Также снаряжён для экспериментов по микрогравитации. Возвращён на Землю в рамках американской миссии «Спейс-шатл» STS-72. |
| Миссия окончена       | 1991—2001 | Yohkoh или SOLAR-A                    | Обсерватория по изучению Солнца |
| Миссия окончена       | 1997—2003 | HALCA, он же MUSES-B, VSOP или Харука | Радиотелескоп |
| Миссия окончена       | 1993—2001 | ASCA или ASTRO-D                      | Рентгеновская обсерватория |
| Миссия окончена       | 1987—1991 | Гинга или ASTRO-C                     | Обсерватория по изучению ренгентовского и гамма-излучения                                                                                        |
| Миссия окончена       | 1983—1985 | ASTRO-B или Тэнма                     | Рентгеновская обсерватория |
| Миссия окончена       | 1981—1981 | ASTRO-A или Хинотори                  | Рентгеновская обсерватория |
| Миссия окончена       | 1979—1985 | Хакутё или CORSA-B                    | Рентгеновская обсерватория |
| Миссия окончена       | 1976      | CORSA-A                               | Рентгеновская обсерватория. Вывод на орбиту окончился неудачей.                                                                                  |
| Миссия окончена       | 1975      | Тайё или SRATS                        | Обсерватория по изучению ренгентовского и ультрафиолетового излучения солнца                                                                     |
| Отменённые            | 2012      | ASTRO-G или VSOP-2                    | Радиотелескоп, отменён в 2011 году |
| Отменённые            |           | TOPS                                  | Телескоп малого размера, работающий в ультрафиолетовом, инфракрасном и видимом диапазонах. Отменён и заменён на SPRINT-A.                        |

## Военная составляющая программы
В 1994 году Япония начала пересмотр своей давней политики, запрещавшей использование космического пространства в военных целях. 31 августа 1998 года Северная Корея осуществила запуск ракеты со спутником Кванмёнсон-1 на борту, чья траектория полёта пересекла японский архипелаг — это вызвало бурную реакцию в Парламенте Японии. Не проведя никаких консультаций со своим основным союзником — США, — японские законодатели приняли решение о создании собственной системы космической разведки. В это время у Японии было мало опыта в области спутникового наблюдения: первый гражданский спутник дистанционного зондирования MOS-1 был запущен лишь в 1987 году.

## Компании космической отрасли
- Mitsubishi Heavy Industries — отвечает за сборку и поддержку ракет H-IIA.
- Kawasaki Heavy Industries
- IHI Corporation специализируется на твердотопливных двигателях и отвечает за сборку и запуск лёгких ракет-носителей Эпсилон и ступеней ракет на твердотопливной тяге (также имеются наработки в области химической тяги для нужд спутников или других подсистем).
- Mitsubishi Electric и NEC Corporation занимаются сборкой японских спутников.

## Частная космонавтика
Пионер частного ракетостроения Японии — стартап Interstellar Technologies — был создан в 2003 году. Компания начала разработку компактной ракеты-носителя для выведения на орбиту спутников. Первые попытки компании по запускам ракет в 2017 и 2018 году окончились неудачей, однако третий пуск ракеты MOMO-3 в 2019 году увенчался успехом.
Компания ispace —  программа Hakuto-R Mission 1 / Emirates Lunar Mission — посадочный аппарат и луноход «Рашид» (Rashid). Запуск произведён 11 декабря 2022 года; 25 апреля 2023 года связь с посадочным аппаратом Hakuto-R на конечном этапе посадки в лунном кратере Атлас потеряна. Компания намерена внести необходимые коррективы и вновь отправить модуль на Луну в 2024 году.